# Ciudades imperiales de Marruecos
La denominación de villas o ciudades imperiales de Marruecos (en árabe, عواصم المغرب التاريخية; en francés, villes impériales du Maroc) hace referencia a las cuatro capitales que históricamente ha tenido el reino alauita a lo largo de su historia: Fez, Marrakesh, Mequinez y Rabat. 
Cada vez que un soberano magrebí elegía una de éstas como residencia oficial, trasladaba hasta allí a toda su corte, llenándola de monumentos y de prestigio. En la actualidad, Marruecos es una monarquía constitucionalista, por la que el Rey continúa de facto siendo el soberano, pero en ocasiones el texto supremo le priva de dicha soberanía, reservándola a la nación. Por lo tanto, no es una monarquía parlamentaria como España. No obstante, desde la Constitución de 2011, el nombramiento del Primer Ministro (Jefe de Gobierno) ya no depende del Rey (Jefe del Estado). Las cuatro ciudades fueron declaradas como Patrimonio de la Humanidad: la ciudad histórica de Mequinez (en 1996), la medina de Fez (1981), la medina de Marrakesh (1985) y la ciudad de Rabat (2012).

## Ciudades

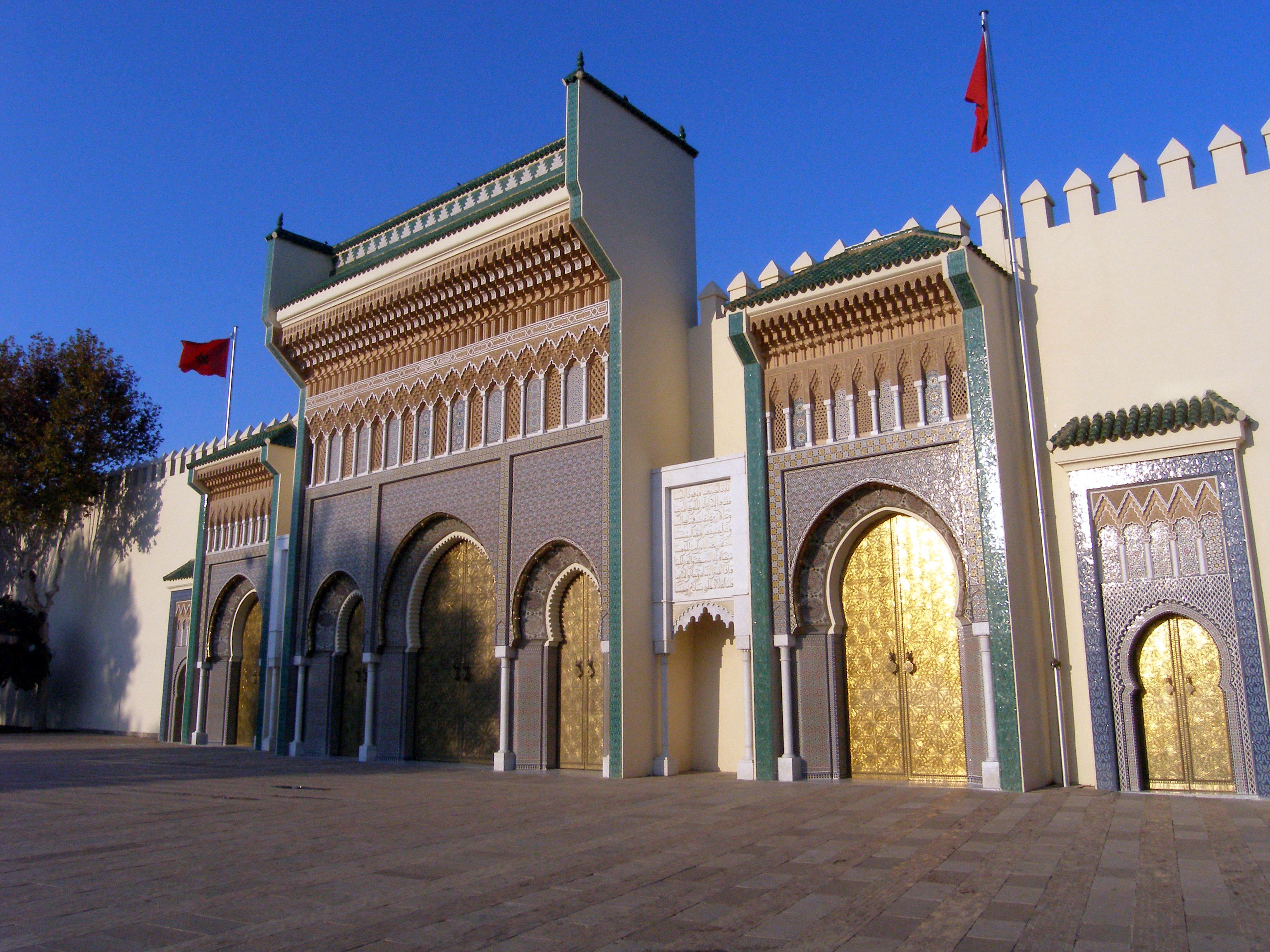
Dar al-Majzén (palacio real) de Fez, la capital científica y espiritual

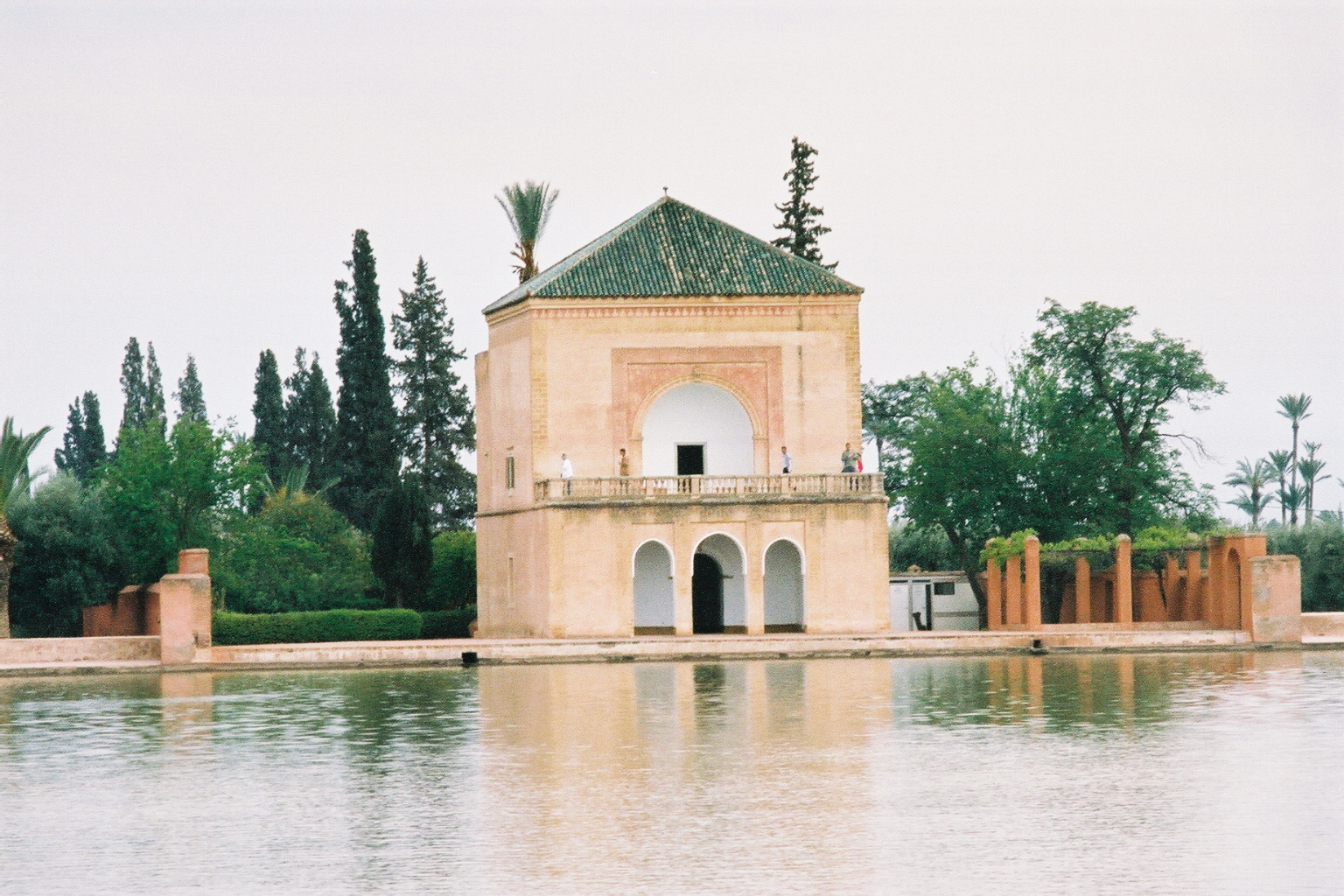
La menara de Marrakesh, la «villa ocre»

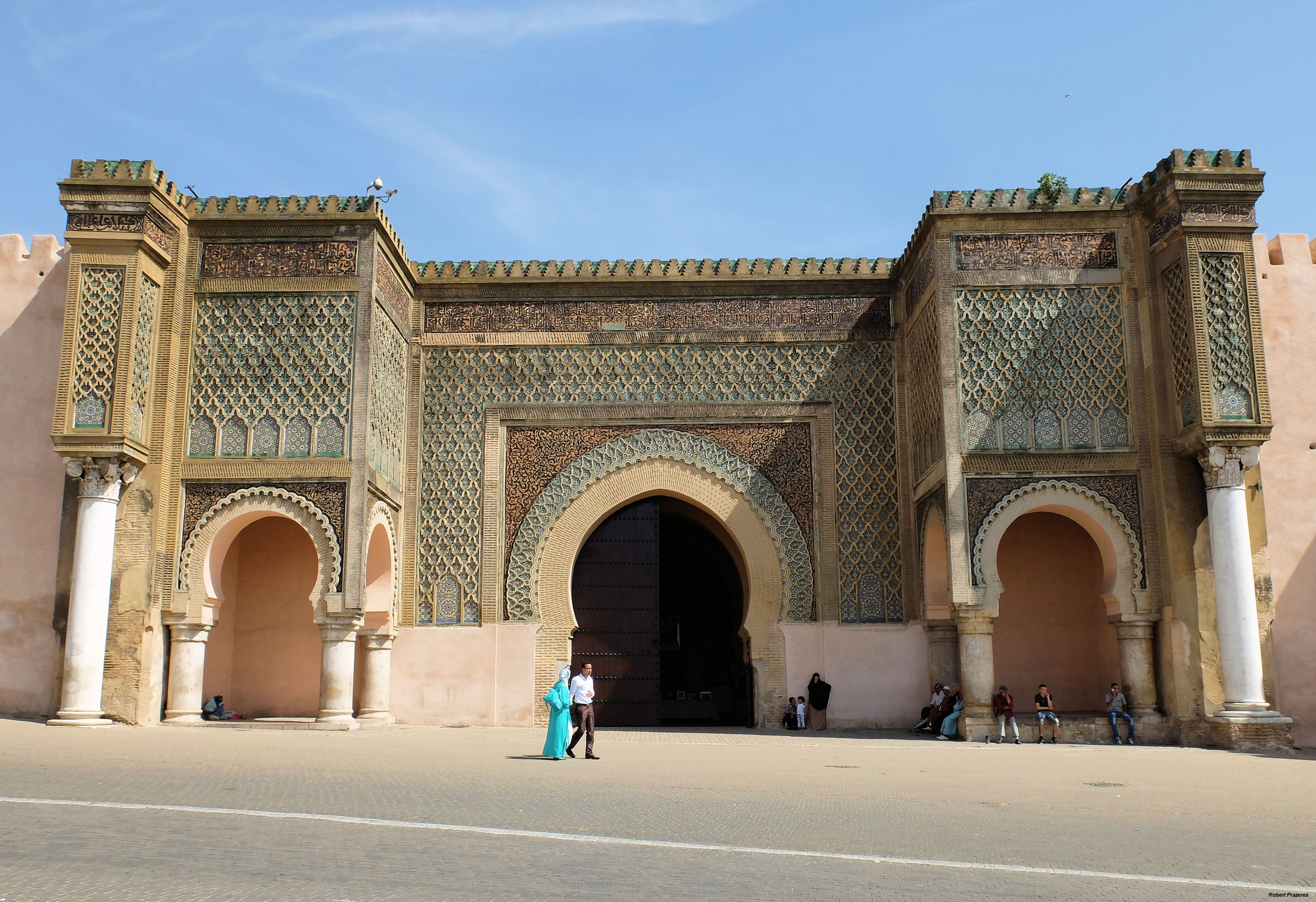
Bab Mansur de Mequinez, la «capital ismaeliana»

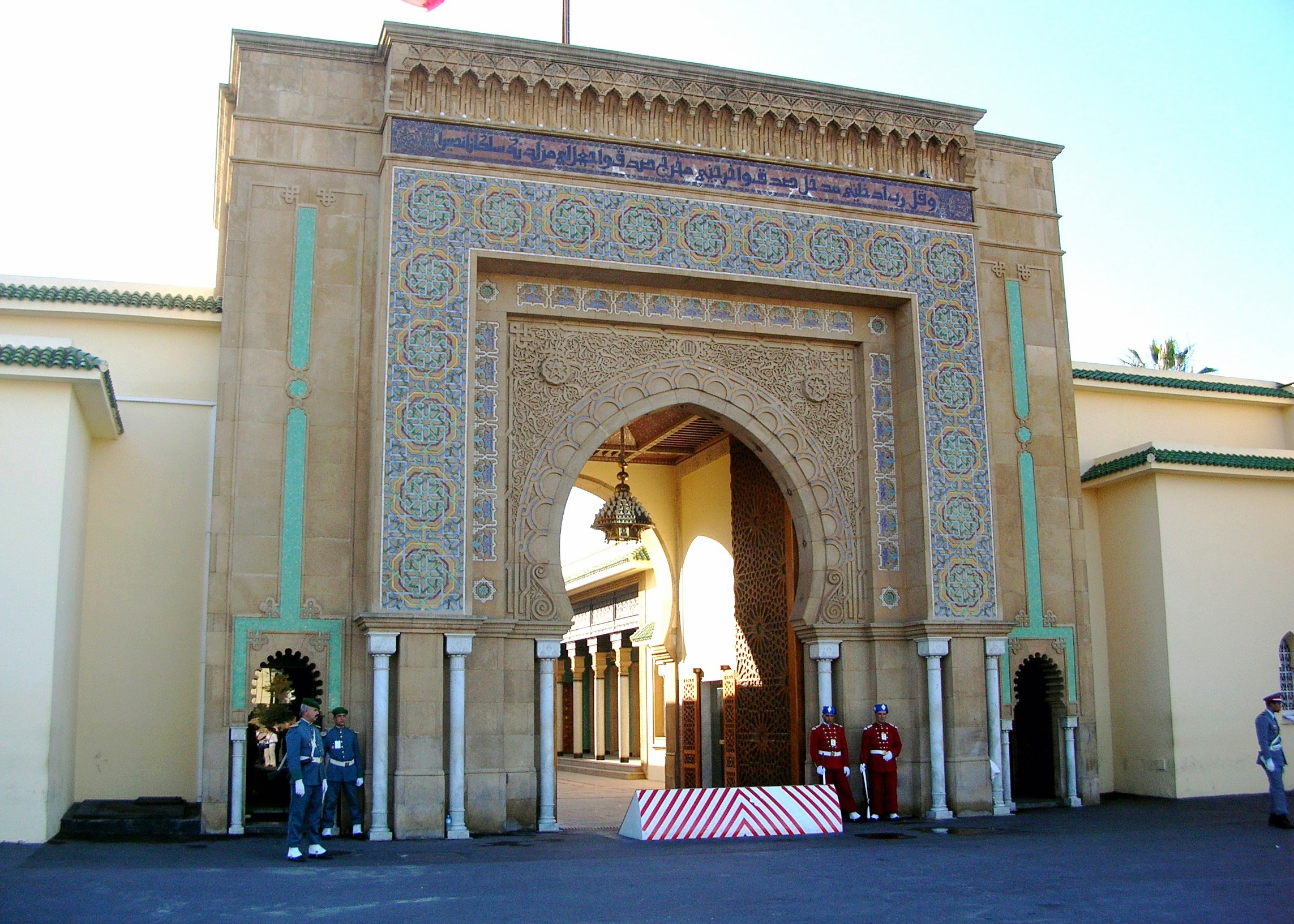
Palacio real (Dar al-Majzén) de Rabat, la «villa verde»

### Fez
Fue fundada por Idrís I entre 789 y 808, la ciudad de Fez fue la capital varias veces:
- bajo la dinastía idrisí, desde principios del siglo IX hasta 974;
- bajo la dinastía mariní, de 1244 a 1465;
- durante el interludio idrisí entre 1465 y 1471;
- bajo la dinastía wattásida, de 1471 a 1554;
- bajo la dinastía saadí, de 1603 a 1627;
- durante el interludio dilaíta entre 1659 y 1663;
- bajo la dinastía alauí, de 1666 a 1672 y de 1727 a 1912.

### Marrakech
Marrakech es considerada un símbolo de Marruecos y del poder de las dinastías almorávide y almohade. Fue fundada en 1071 y se convirtió en la capital durante los dos siglos siguientes.
Marrakech fue la capital de:
- la dinastía almorávide, de 1071 a 1147;
- la dinastía almohade, de 1147 a 1244;
- la dinastía saadí, como príncipes de Tagmadert desde 1511 hasta 1554 y como sultanes de Marruecos desde 1554 hasta 1659;
- la dinastía alauí, en ciertos períodos.

### Mequinez
La capital bajo el sultán alauí Ismaíl Ibn Sharif (r. 1672-1727), quien construyó sus murallas y la convirtió en su capital. Reconstruyó y amplió su antigua casba en una nueva ciudad-palacio monumental al sur de la ciudad vieja.

### Rabat
Fundado por el califa almohade Yaqub al-Mansur con el objetivo de convertirla en su capital, el proyecto fue abandonado después de su muerte y Marrakesh siguió siendo la capital.
En el siglo XVIII, Rabat fue designada como ciudad imperial por el sultán alauí Mohammed III, quien construyó el palacio Dar al-Majzén, aunque no designó ninguna ciudad como su capital, moviéndose continuamente entre Rabat, Fez y Marrakech.